# Elachyophtalma melanoleuca
Elachyophtalma melanoleuca är en fjärilsart som beskrevs av Rothschild 1920. Elachyophtalma melanoleuca ingår i släktet Elachyophtalma och familjen silkesspinnare. Inga underarter finns listade i Catalogue of Life.